# Arthur Henry Adams
Arthur Henry Adams (6 czerwca 1872, zm. 4 marca 1936) – pisarz i dziennikarz nowozelandzko-australijski.
Urodził się i studiował prawo w Otago w Nowej Zelandii. Porzucił karierę prawniczą, aby zostać dziennikarzem – pracował w najpierw w Wellington w Nowej Zelandii, następnie w Londynie i Sydney. Pisał poezje, sztuki teatralne i powieści, a także libretta.

## Dzieła
- Maoriland: and Other Verses (1899)
- Tussock Land (1904)
- London Streets (1906)
- Galahad Jones (1910)
- A Touch of Fantasy (1912)
- Collected Verses (1913)
- Grocer Greatheart (1915)
- Australian Nursery Rimes (1917)
- The Australians (1920)
- Fifty Nursery Rhymes with Music (1924)
- A Man's Life (1929)